# Georg Schwebel
Georg Schwebel (auch Schwöbel) (* 15. Dezember 1885 in Siedelsbrunn; † 24. November 1964 ebenda) war ein hessischer Politiker (SPD) und ehemaliger Abgeordneter des Landtags des Volksstaates Hessen in der Weimarer Republik.

## Familie
Georg Schwebel war der Sohn des Steinhauers Peter Schwebel und dessen Frau Eva Elisabeth geborene Walter. Georg Schwebel, der evangelischer Konfession war, heiratete 1908 in erster Ehe Anna Elisabeth geborene Jöst und 1941 in zweiter Ehe Elisabeth geborene Spieß.

## Ausbildung und Beruf
Georg Schwebel besuchte die Volksschule und arbeitete bis 1909 als Steinhauergeselle und bis 1924 in Weinheim als Lederarbeiter. Von 1924 bis 1933 war er angestellter Gemeinderechner in Siedelsbrunn. Nach der „Machtergreifung“ der Nationalsozialisten wurde er entlassen und 1933 im KZ Osthofen festgehalten. 1945 bis zu seinem Tode war er zunächst kurzfristig Gemeinderechner, dann halbamtlicher Bürgermeister in Siedelsbrunn und zugleich Gast- und Landwirt.

## Politik
Von 1919 bis 1933 war Georg Schwebel Mitglied des Gemeinderats in Siedelsbrunn und des Kreistags. Als Nachrücker für Ludwig Lückel gehörte er von 1929 bis 1931 dem hessischen Landtag an. 1945 bis zu seinem Tode war er erneut Mitglied des Kreistags. Bei der Bundestagswahl 1949 war er SPD-Bundestagskandidat. 1945 bis 1964 war er Bürgermeister von Siedelsbrunn.